# Fatmir Mediu
Fatmir Mediu (ur. 21 stycznia 1967 w Durrësie) – albański polityk. Obecny przewodniczący Republikańskiej Partii Albanii.

## Życiorys
Ukończył studia na Uniwersytecie Tirańskim, na Wydziale Geologii i Górnictwa. W latach 1990–1991 pracował jako inżynier w koncernie naftowym Extraction Enterprise.
W latach 1992–1997 był deputowanym do Zgromadzenia Albanii, w którym reprezentował Republikańską Partię Albanii.
W latach 2005–2008 pełnił funkcję ministra obrony, jednak w marcu 2008 roku zrezygnował z pełnienia tej funkcji, w związku z eksplozjami w Gërdecu, gdzie zmarło 26 osób i doszło do zniszczenia ponad 2000 domów. Jego następcą został Gazmend Oketa.
Za jego kadencji jako ministra środowiska, leśnictwa i gospodarki wodnej, doszło do powodzi w północnych regionach Albanii na przełomie 2009 i 2010 roku.